# Carex aperta
Espèce
Classification phylogénétique
Carex aperta est une espèce de plantes du genre Carex et de la famille des Cyperaceae.